# Toyota Monterey Grand Prix 1992
Toyota Monterey Grand Prix 1992 var ett race som var den sextonde och avslutande deltävlingen i PPG IndyCar World Series 1992. Racet kördes den 18 oktober på Laguna Seca. Bobby Rahal säkrade sin första titel med sitt eget stall Rahal-Hogan Racing, tack vare en tredjeplats i säsongens sista tävling. Michael Andretti, 1991 års mästare och racevinnare på Laguna Seca, vann igen, men segern räckte inte för att komma ikapp Rahals poängskörd. Michaels far Mario slutade tvåa.

## Slutresultat
| Plats | Förare             | Team                     | Grid | Kvaltid  |
| ----- | ------------------ | ------------------------ | ---- | -------- |
| 1     | Michael Andretti   | Newman/Haas Racing       | 1    | 1.11,185 |
| 2     | Mario Andretti     | Newman/Haas Racing       | 5    | 1.12,543 |
| 3     | Bobby Rahal        | Rahal-Hogan Racing       | 6    | 1.12,395 |
| 4     | Eddie Cheever      | Chip Ganassi Racing      | 10   | 1.12,686 |
| 5     | John Andretti      | Hall/VDS Racing          | 7    | 1.12,484 |
| 6     | Raul Boesel        | Dick Simon Racing        | 13   | 1.13,130 |
| 7     | Danny Sullivan     | Galles-Kraco Racing      | 15   | 1.13,319 |
| 8     | Mike Groff         | A.J. Foyt Enterprises    | 11   | 1.13,083 |
| 9     | Al Unser Jr.       | Galles-Kraco Racing      | 8    | -        |
| 10    | Scott Brayton      | Dick Simon Racing        | 14   | 1.14,312 |
| 11    | Stefan Johansson   | Bettenhausen Motorsports | 16   | 1.14,039 |
| 12    | Jimmy Vasser       | Hayhoe-Cole Racing       | 12   | 1.13,122 |
| 13    | Didier Theys       | Chip Ganassi Racing      | 22   | 1.15,619 |
| 14    | Scott Pruett       | Truesports Co.           | 9    | 1.12,560 |
| 15    | Hiro Matsushita    | Dick Simon Racing        | 19   | 1.14,630 |
| 16    | Paul Tracy         | Marlboro Team Penske     | 2    | 1.11,256 |
| 17    | Dennis Vitolo      | Dale Coyne Racing        | 25   | 1.16,362 |
| 18    | Ted Prappas        | P.I.G. Racing            | 17   | 1.14,179 |
| 19    | Emerson Fittipaldi | Marlboro Team Penske     | 3    | 1.11,550 |
| 20    | Christian Danner   | Euromotorsport           | 21   | 1.14,918 |
| 21    | Buddy Lazier       | Leader Cards Racing      | 24   | 1.16,216 |
| 22    | Tony de Tommasso   | Nu-tech Motorsport       | 26   | 1.19,758 |
| 23    | Eric Bachelart     | Dale Coyne Racing        | 18   | 1.14,566 |
| 24    | Vinicio Salmi      | Euromotorsport           | 27   | 1.21,089 |
| 25    | Willy T. Ribbs     | Walker Racing            | 23   | 1.15,954 |
| 26    | Scott Goodyear     | Walker Racing            | 4    | 1.11,591 |
| 27    | Brian Till         | Robco Racing             | 20   | 1.14,790 |
| 28    | Tero Palmroth      | Arciero Racing           | 28   | 1.21,272 |